# Hameau de Saint-Nicolas (Guer)
Pour les articles homonymes, voir Saint-Nicolas.
Le hameau de Saint-Nicolas appartient à la commune de Guer, située dans le département du Morbihan et la région Bretagne.

## Géographie
Le hameau de Saint-Nicolas se trouve à 2,1 km au sud de la commune de Guer en contrebas de la butte du Dran culminant à 155 m et en bordure de la forêt de Monteneuf.

## Histoire
Les premières traces du hameau de Saint-Nicolas se situent en 1137, date à laquelle Donoald, évêque d'Aleth ou de Saint-Malo « donne aux moines de Marmoutier établis à Josselin la chapelle de Saint-Nicolas de Guer, avec tout ce qu'ils pourraient y acquérir »[réf. nécessaire]. Il leur confirme le don fait par les prêtres Renaud et Simon, chapelains de Guer, de tout ce qu'ils possèdent dans l'église paroissiale. Peu après, il ratifie le don du tiers de l'église fait par le clerc Guillaume à ces religieux, et quelques autres libéralités (Saint-Martin). C'est ainsi que l'abbaye de Marmoutier se rend acquéreur du patronage de l'église de Guer et du petit prieuré de Saint-Nicolas.

## Lieux et monuments
L'attrait de Saint-Nicolas, pittoresque dans son ensemble, réside en sa chapelle éponyme dont on trouve la trace dès le XIIe siècle. Ce prieuré, occupé d'abord par un moine, tombe plus tard en commende, et il est uni, au XVIe siècle, au prieuré de Saint-Nicolas de Ploërmel, auquel est également annexé celui de Trédion.
Actuellement, l'état de la chapelle est préoccupant : le pignon risque de s'effondrer. La Société Archéologique, Généalogique et Historique du Pays de Guer (SAGHPG) en collaboration avec la Mairie tente de la sauver. Une étude a d'ailleurs été votée en septembre/octobre 2010.
On remarque également une croix de cimetière en bannière, avec fût cylindrique fleurdelisé, située à l'emplacement de l'ancien cimetière. Elle est inscrite au titre des monuments historiques par arrêté du 23 mai 1927.